# الحرب الأهلية الجنوبية السودانية
الحرب الأهلية الجنوبية السودانية هو الصراع الدائر في جنوب السودان بين القوات الحكومية وقوى المعارضة.
بدأت الحرب مساء يوم الأحد 15 ديسمبر 2013, في اجتماع مجلس التحرير الوطني في نياكورون، عندما صوت زعماء المعارضة وهم رياك مشار، باقان أموم وريبيكا قرنق نياندينغ دي مابيور بمقاطعة الاجتماع في ذلك اليوم.
أمر الرئيس سالفا كير قائد الحرس الرئاسي (كتيبة النمر) اللواء ماريال سينونغ العامل في الحركة الشعبية لتحرير السودان (SPLM), بمغادرة مكان الاجتماع في جوبا والعودة إلى ثكنات الجيش لنزع سلاح القوات. بعد نزع سلاح جميع الأعراق داخل الحرس الرئاسي، زعم ماريال أن أعضاء الحرس من الدينكا أعادوا تسليح أنفسهم.
نائبه، من عرقية النوير، بدأ السؤال حول معركة هذا النظام وتلى ذلك ضجة كبيرة سمعها ضباط في جوبا. بعد ذلك، أعاد جنود النوير أيضا تسليح أنفسهم. اندلع القتال بين عناصر الدينكا والنوير في الحرس الرئاسي، ابتداء من مساء الأحد[ ؟ ] حتى بعد ظهر يوم الاثنين. بدأ الضحايا المدنيون في الحرب الأهلية عندما استهدف عناصر الدينكا في الحركة الشعبية لتحرير السودان المدنيين النوير في العاصمة جوبا.
قال الرئيس سالفا كير بأن هذا محاولة انقلاب وأعلن أنه تم إفشاله في اليوم التالي، لكن اندلع القتال مرة أخرى في 16 ديسمبر كانون الأول وانتشر إلى ما بعد العاصمة جوبا، ثم في جميع أنحاء مدينة جونقلي التي هي عرضة للصراع العرقي. أشارت التقديرات الأولية أنه قتل على الأقل 1000 شخص، مما يعني أن هناك حربا أهلية وأصيب أكثر من 800 شخص خصوصا في جوبا بجروح. لكن شكك في هذا الرقم واعتقد أنه صغير لأنه قتل الكثير حسب هيومن رايتس ووتش حسب شاهد عيان في 17 ديسمبر، وقد نقل القتلى في شاحنات إلى مكان لم يكشف عنه في 18 ديسمبر حسب ذكره. وقال شاهد عيان أيضا أنه شاهد قوات الدينكا في الحركة الشعبية لتحرير السودان تفتش وتقتحم منازل النوير مما أسفر عن مقتل مدنيين في جوبا، للبحث عن أعضاء الحكومة من عرق النوير الذين تم الإبلاغ عنهم أنهم في عاصمة ولاية أعالي النيل، ملكال. وكان القتلى المدنيين في أول الحرب من مدينتي جوبا، ملكال، وبانتيو. قدرت مجموعة الأزمات الدولية في تقرير أبريل 2014 أنه قتل أكثر من 10,000 شخص في الصراع.
ألقى كير اللوم على نائبه السابق رياك مشار للتحريض على«انقلاب» عليه لكن لا يوجد دليل محاولة انقلاب من طرفه أو طرف آخر على الرئيس. نفى نائب الرئيس رياك مشار قيامه بمحاولة انقلاب، بدلا من ذلك، ألقى اللوم على سالفا كير للعبه بسياسات القوة في جنوب السودان. استولت ميليشيا النوير على بور في 19 ديسمبر كانون الأول. وفي اليوم نفسه، اقتحمت مجمع الأمم المتحدة في أكوبو، جونقلي، مما أدى إلى مقتل هنديين اثنين من قوات حفظ السلام ضمن بعثة الأمم المتحدة في جنوب السودان (UNMISS).

## الخلفية

### التمردات السابقة
أنهت اتفاقية السلام الشامل الموقعة في 9 يناير 2005 بين الحركة الشعبية لتحرير السودان وحكومة السودان حرب الاستقلال التي بدأت عام 1983. وبموجب أحكام اتفاقية السلام، أنشأت الحركة الشعبية لتحرير السودان منطقة تحكمها وتتمتع بالحكم الذاتي في جنوب السودان مع وعد بإجراء استفتاء على  الاستقلال في عام 2011. خلال فترة الحكم الذاتي التي دامت ست سنوات، أبقت الرغبة في الاستقلال القتال داخل الحركة الشعبية لتحرير السودان تحت السيطرة، لكن نشبت خلافات حول كيفية تقاسم عائدات النفط. وكان من نتائج انتهاء الحرب إمكانية تطوير حقول النفط وبدء الضخ على نطاق أوسع بكثير مقارنة مع ما كان ممكنًا خلال الحرب. بين عامي 2006 و2009، جلبت مبيعات النفط ما متوسطه السنوي 2.1 مليار دولار أمريكي إلى منطقة الحكم الذاتي لجنوب السودان. أدت الخلافات بين الشخصيات القيادية في الحركة الشعبية لتحرير السودان حول كيفية تخصيص عائدات النفط إلى توترات متكررة. ظهر منهج خلال فترة الحكم الذاتي استخدم فيه قادة الحركة الشعبية لتحرير السودان الثروة الناتجة عن النفط لشراء ولاء ليس فقط القوات، ولكن الشعب عمومًا، مما خلق منافسة شديدة للسيطرة على النفط. بعد استفتاء عام 2011، اختار 98% من الناخبين الاستقلال عن السودان، في 9 يوليو 2011 أصبح جنوب السودان دولة مستقلة.
في عام 2010 بعد الانتخابات المتنازع عليها، قاد جورج أثور الحركة الديمقراطية لجنوب السودان في تمرد ضد الحكومة. في العام نفسه، تمرد فصيل من الحركة الديمقراطية لجنوب السودان، يسمى فصيل كوبرا، بقيادة ديفيد ياو ياو ضد الحكومة التي اتهموها بالتحيز ضد المورلي. وقع فصيله اتفاق وقف إطلاق النار مع الحكومة في عام 2011، وأعيد دمج ميليشياته في الجيش لكنه انشق مرة أخرى في عام 2012. بعد حملة نزع السلاح المشهورة التي شنها الجيش عام 2010 مع انتهاكات واسعة النطاق لشعب الشلك، الذين كانوا يزعمون تعرضهم للاضطهاد من قبل قبيلة الدينكا الحاكمة، بدأ جون أوليني من شعب الشلك تمردًا، بقيادة فصيل أعالي النيل التابع للحركة الديمقراطية لجنوب السودان. دأب غابرييل تانغ، الذي قاد ميليشيا متحالفة مع الخرطوم خلال الحرب الأهلية السودانية الثانية، على الاشتباك مع الجيش الشعبي لتحرير السودان حتى عام 2011 عندما أعيد دمج جنوده في الجيش الوطني. في عام 2011 قاد بيتر غاديت تمردًا مع جيش تحرير جنوب السودان، ولكن أعيد دمجه في الجيش في نفس العام. في إستراتيجية الخيار المشترك المعروفة باسم «الخيمة الكبيرة»، غالبًا ما اشترت الحكومة الميليشيات المجتمعية وعفت عن قادتها. ويطلق آخرون على استخدام التمرد لاستلام المناصب العامة «عادةً سيئةً» وحافزًا على التمرد.

### الرئيس يوطد سلطته
بعد شائعات حول انقلاب مخطط له في جوبا في أواخر عام 2012، بدأ رئيس جنوب السودان سلفا كير في إعادة تنظيم القيادة العليا لحكومته، وحزبه، وجيشه على نطاق غير مسبوق. في يناير 2013 استبدل كير بالمفتش العام لجهاز الشرطة الوطنية ملازمًا من الجيش وأقال ستة نواب لرئيس الأركان و29 لواءً في الجيش. في فبراير 2013 أحال كير 117 جنرالًا إضافيًا في الجيش إلى التقاعد، لكن نُظر إلى ذلك باعتباره أمرًا مزعجًا فيما يخص الاستيلاء على السلطة من قبل الآخرين. وأشار كير إلى أن منافسيه حاولوا إحياء الانقسامات التي أثارت الاقتتال الداخلي في التسعينيات من القرن العشرين. في يوليو 2013 أقال كير نائب الرئيس رياك مشار، قائد جناح الناصر، إلى جانب حكومته بأكملها. وأوقف كير الأمين العام للحركة الشعبية لتحرير السودان باقان أموم أوكيتش ومنعه من مغادرة جوبا أو التحدث إلى وسائل الإعلام. أثارت المراسيم مخاوف من الاضطرابات السياسية، حيث زعم مشار أن خطوة كير كانت خطوة نحو الدكتاتورية وأعلن أنه سيتحدى كير في الانتخابات الرئاسية لعام 2015. وقال إنه إذا أريد للبلد أن يكون موحدًا، فإنه لا يمكن أن يتسامح مع «حكم رجل واحد». حل كير جميع الأجهزة رفيعة المستوى لحزب الحركة الشعبية لتحرير السودان، بما في ذلك المكتب السياسي، والمؤتمر الوطني، ومجلس التحرير الوطني في نوفمبر 2013. وأشار إلى أدائهم الفاشل وانتهاء فترة خدمتهم.

### التوتر الإثني
كانت المنطقة تتبع تقليديًا لآلاف السنين اقتصاد المقايضة وكانت العملة الأساسية الماشية. كانت غارات الماشية بين المجموعات الإثنية المختلفة طريقة مقبولة ومشرفة للحصول على المزيد من الماشية. لكن كان هناك حدودًا مقبولة لكمية العنف المسموح بها في غارات الماشية وكان شيوخ القبائل يتدخلون إذا بدأ العنف في غارات الماشية يخرج عن نطاق السيطرة. علاوة على ذلك، لم يكن من المحتمل أن تتسبب الأسلحة القديمة المستخدمة في غارات الماشية في وقوع إصابات جماعية. خلال حرب الاستقلال الثانية عن السودان، اتبعت الحكومة في الخرطوم ابتداءً من عام 1984 سياسة «فرق تسد» بوعي فسلحت الشباب بالبنادق والذخيرة الهجومية الذين شُجِعوا على الانخراط في أعمال عنف غير محدودة في غارات الماشية، على أمل أن يؤدي العنف العرقي الناتج إلى الكثير من الشقاق حد إنهاء التمرد. فشلت سياسة «فرق تسد» التي انتهجتها الخرطوم في إنهاء التمرد، لكنها تسببت في انهيار الأعراف المقبولة فيما يتعلق بالعنف في غارات الماشية، وزيادة التوترات الإثنية بين شعوب جنوب السودان، تاركة إرثًا من عدم الثقة والمرارة ما يزال قائمًا حتى يومنا هذا. في عام 2010 أصدر دنيس بلير، مدير الاستخبارات القومية الأمريكية آنذاك، تحذيرًا من أنه «على مدى السنوات الخمس المقبلة... من المرجح أن تحدث جريمة قتل جماعي جديدة أو إبادة جماعية في جنوب السودان». في عام 2011 اندلع قتال بين قبيلة المورلي واللو نوير، سببه في الغالب مداهمة الماشية واختطاف الأطفال لتربيتهم على أنهم أطفالهم. وأصدر جيش النوير الأبيض بيانًا أعلن فيه اعتزامه «محو قبيلة المورلي بأكملها عن وجه الأرض باعتبار هذا هو الحل الوحيد لضمان أمن ماشية النوير على المدى الطويل». ومن الجدير بالذكر أن مذبحة بيبور راح ضحيتها نحو 900 إلى 3000 شخص. على الرغم من أن مشار وكير عضوان في الحركة الشعبية لتحرير السودان، لكنهما ينحدران من قبائل مختلفة لها تاريخ من الصراع. ينتمي كير إلى قبيلة الدينكا، بينما ينتمي مشار إلى قبيلة النوير الإثنية.

## مسار الصراع

### التمرد الأولي (2013)
بدأ مساء يوم الأحد 15 ديسمبر 2013، في اجتماع مجلس التحرير الوطني في حي نياكورون في جوبا، عاصمة جنوب السودان، عندما صوت زعماء المعارضة الدكتور ريك مشار، وباقان أموم، وريبيكا نياندينق على مقاطعة الاجتماع.
ذكرت بوابة جنوب السودان الإخبارية الإلكترونية  سودان تريبيون أن اشتباكات اندلعت في حي مونوكي في أواخر يوم 14 ديسمبر في جوبا بين أفراد من الحرس الرئاسي. وادعى كير أيضا أن القتال بدأ عندما بدأ أفراد مجهولون يرتدون الزي الرسمي بإطلاق النار في اجتماع للحركة الشعبية لتحرير السودان. قال وزير التعليم العالي الأسبق بيتر أدوك إنه في مساء يوم 15 ديسمبر بعد فشل اجتماع مجلس التحرير الوطني، طلب كير من اللواء ماريال سينونغ نزع سلاح جنوده من «كتيبة النمر»، وهو ما فعله. ثم ادعى أدوك بشكل مثير للجدل أن الضابط المسؤول عن مخازن الأسلحة فتحها وأعاد تسليح جنود الدينكا فقط. وشكك أحد الجنود النوير في هذا الأمر، وتبع ذلك شجار بالأيدي بين الاثنين وجذب انتباه «القائد ونائبه إلى مسرح العمليات». لم يكن قادرًا على تهدئة الوضع فتدخل مزيد من الجنود وداهموا المخازن. وبلغت الذروة بسيطرة جنود النوير على المقرات العسكرية. وفي صباح اليوم التالي قال إن تعزيزات جيش التحرير الشعبي السوداني وصلت وطردت المتمردين.